# Italochrysa wulingshana
Italochrysa wulingshana är en insektsart som beskrevs av X.-x. Wang och C.-k. Yang 1992. Italochrysa wulingshana ingår i släktet Italochrysa och familjen guldögonsländor. Inga underarter finns listade i Catalogue of Life.